# Тібодо (Луїзіана)
Тібодо (англ. Thibodaux) — місто (англ. city) в США, в окрузі Лафурш штату Луїзіана. Населення — 15 948 осіб (2020).

## Географія
Тібодо розташоване за координатами 29°47′39″ пн. ш. 90°48′59″ зх. д. / 29.79417° пн. ш. 90.81639° зх. д. (29.794251, -90.816395).  За даними Бюро перепису населення США в 2010 році місто мало площу 15,61 км², уся площа — суходіл.

### Клімат
Місто знаходиться у зоні, котра характеризується вологим субтропічним кліматом. Найтепліший місяць — липень із середньою температурою 27.9 °C (82.2 °F). Найхолодніший місяць — січень, із середньою температурою 11.4 °С (52.6 °F).
| Клімат Тібодо           | Клімат Тібодо | Клімат Тібодо | Клімат Тібодо | Клімат Тібодо | Клімат Тібодо | Клімат Тібодо | Клімат Тібодо | Клімат Тібодо | Клімат Тібодо | Клімат Тібодо | Клімат Тібодо | Клімат Тібодо | Клімат Тібодо |
| Показник                | Січ.          | Лют.          | Бер.          | Квіт.         | Трав.         | Черв.         | Лип.          | Серп.         | Вер.          | Жовт.         | Лист.         | Груд.         | Рік           |
| Абсолютний максимум, °C | 27,8          | 28,3          | 30,6          | 33,3          | 35,6          | 37,2          | 38,3          | 38,9          | 37,2          | 35            | 31,1          | 28,9          | 38,9          |
| Середній максимум, °C   | 17,1          | 18,9          | 22,7          | 26,1          | 29,6          | 32            | 32,9          | 32,9          | 31,1          | 27            | 22,7          | 18,6          | 26            |
| Середня температура, °C | 11,4          | 13,4          | 16,8          | 20,2          | 24,1          | 26,8          | 27,9          | 27,8          | 25,8          | 20,8          | 16,7          | 12,7          | 20,4          |
| Середній мінімум, °C    | 5,8           | 7,8           | 10,9          | 14,4          | 18,6          | 21,7          | 22,8          | 22,6          | 20,4          | 14,6          | 10,7          | 6,8           | 14,8          |
| Абсолютний мінімум, °C  | −11,1         | −7,2          | −5            | 1,1           | 7,8           | 10,6          | 17,2          | 15            | 8,9           | −0,6          | −3,9          | −12,8         | −12,8         |
| Норма опадів, мм        | 142           | 127           | 129           | 124           | 144           | 202           | 199           | 182           | 139           | 103           | 113           | 126           | 1730          |
| Днів з опадами          | 11            | 9             | 8             | 7             | 8             | 13            | 16            | 14            | 10            | 7             | 8             | 9             | 120           |
| ----------------------- | ------------- | ------------- | ------------- | ------------- | ------------- | ------------- | ------------- | ------------- | ------------- | ------------- | ------------- | ------------- | ------------- |
| Джерело: Weatherbase    |               |               |               |               |               |               |               |               |               |               |               |               |               |

## Демографія
Згідно з переписом 2010 року, у місті мешкало 14 566 осіб у 5814 домогосподарствах у складі 3368 родин. Густота населення становила 933 особи/км².  Було 6324 помешкання (405/км²).
Расовий склад населення:
| - 63,7 % — білих - 32,8 % — чорних або афроамериканців - 1,0 % — азіатів - 0,6 % — корінних американців |

До двох чи більше рас належало 1,3 %. Частка іспаномовних становила 2,0 % від усіх жителів.
За віковим діапазоном населення розподілялося таким чином: 20,9 % — особи молодші 18 років, 64,5 % — особи у віці 18—64 років, 14,6 % — особи у віці 65 років та старші. Медіана віку мешканця становила 33,9 року. На 100 осіб жіночої статі у місті припадало 85,4 чоловіків;  на 100 жінок у віці від 18 років та старших — 82,7 чоловіків також старших 18 років.
Середній дохід на одне домашнє господарство  становив 62 029 доларів США (медіана — 39 512), а середній дохід на одну сім'ю — 83 294 долари (медіана — 53 716). Медіана доходів становила 51 250 доларів для чоловіків та 36 151 долар для жінок. За межею бідності перебувало 19,6 % осіб, у тому числі 23,0 % дітей у віці до 18 років та 18,7 % осіб у віці 65 років та старших.
Цивільне працевлаштоване населення становило 6304 особи. Основні галузі зайнятості: освіта, охорона здоров'я та соціальна допомога — 23,3 %, мистецтво, розваги та відпочинок — 12,8 %, роздрібна торгівля — 11,8 %.